# Большой белохохлый какаду
Большой белохохлый какаду (лат. Cacatua alba, =Plyctolophus alba) — вид попугаеобразных семейства какаду (Cacatuidae).

## Внешний вид
Длина тела 45—50 см, крыла 25—31 см, хвоста около 20 см; вес до 600 г. Оперение белое с блеском. Подхвостье и подкрылья — жёлтые. Хохол блестяще белого цвета, в поднятом состоянии образует корону. Окологлазное кольцо голубовато-серое. Различительным признаком самцов и самок является окраска радужки. У самок она светлого красно-коричневого цвета, а у самцов тёмно-коричневая. Лапы и клюв чёрно-серые.

## Распространение
Распространён на Молуккском архипелаге и на островах Тидор, Батьян, Тернате, Оби и Хальмахера.

## Образ жизни
Населяют леса, редколесья, мангровые заросли, лесосеки, болота, сельскохозяйственные угодья, берега рек, до высоты 300—900 м над уровнем моря. Держатся парами, небольшими и крупными стаями (до 50 особей). Осторожны. Большую часть дня проводят в кронах деревьев. Ведут оседлый образ жизни, при недостатке корма начинают мигрировать. Днём собираются в стаи до 50 особей. Ночуют в стаях на отдельно стоящих высоких деревьях. Может веткой почесать себе спину. Стучит палкой по дереву, оповещая других птиц, что данная территория занята. Питаются плодами (папайя, дуриан), орехами, зерном (кукуруза), семенами, ягодами, насекомыми (сверчки) и их личинками, мелкими рептилиями (сцинки). В период размножения большую часть рациона составляют насекомые. Наносят значительный ущерб кукурузным полям.

## Размножение

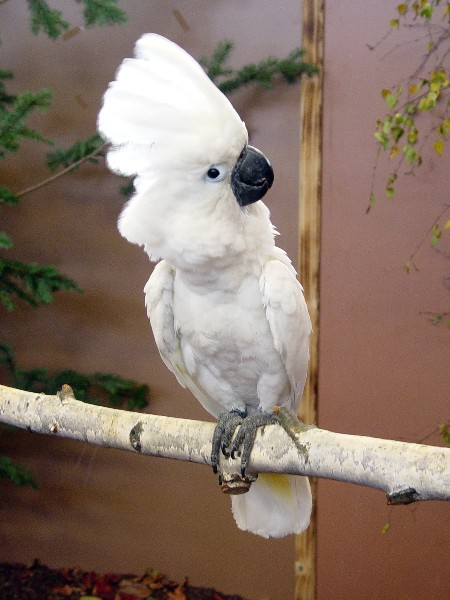

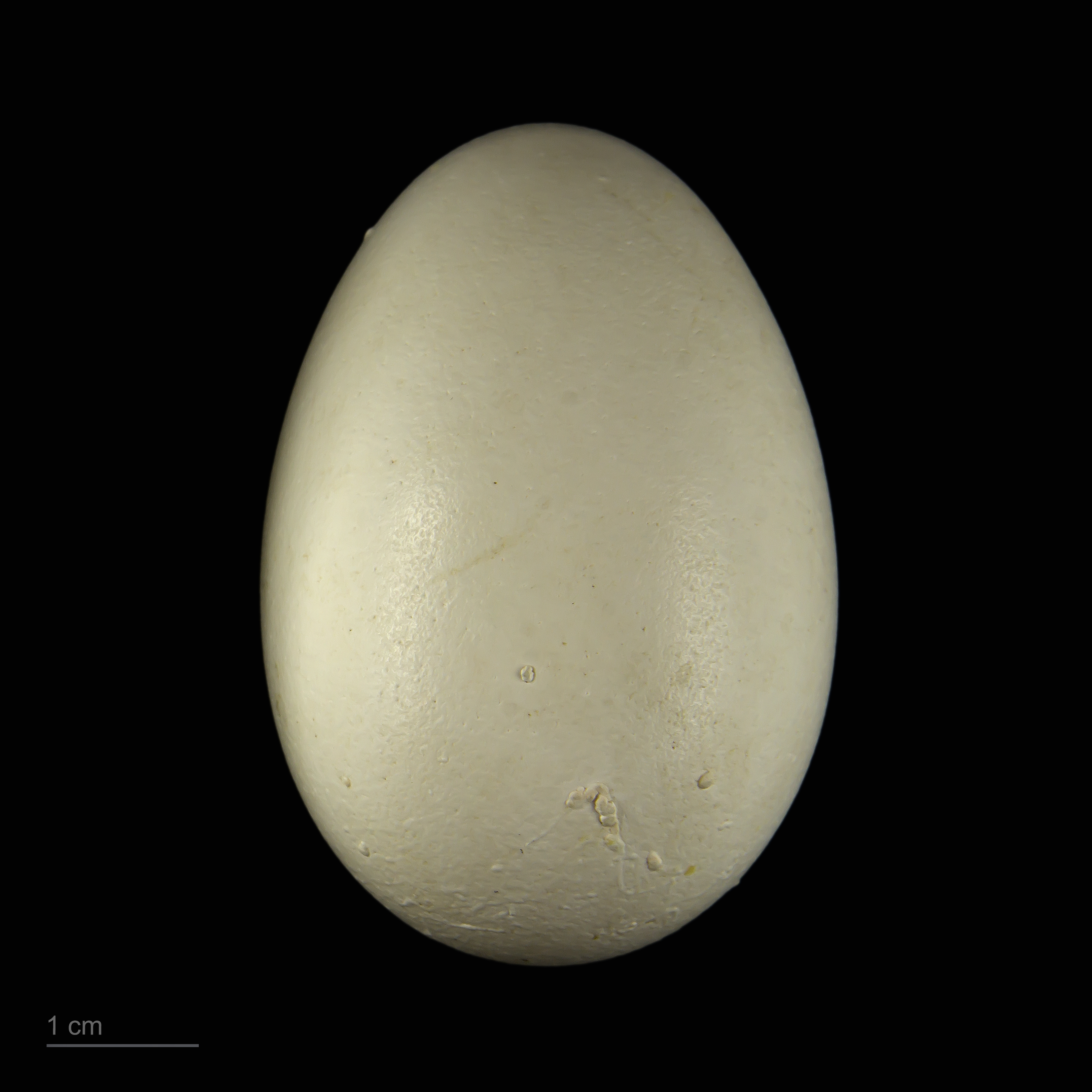
яйцо Cacatua alba - Тулузский музеум

Пары формируются на всю жизнь. Может впасть в глубокую депрессию вдали от партнёра. Гнездятся в дуплах и вершинах гнилых деревьев, на высоте 5—30 м. В кладке обычно 2—3 яйца. Яйца высиживают оба родителя. Период насиживания длится 28—30 дней, оперяются птенцы к 2-месячному возрасту. В год выводит только один выводок.

## Содержание
Это очень доверчивые и привязчивые попугаи. Среди них встречаются особи и способные к воспроизведению «разговорной речи», и менее способные, но все они обладают артистическим даром. В одиночном содержании они требуют повышенного внимания. Продолжительность жизни 50—70 лет.